# Yelyzaveta Hubareva
Yelyzaveta Hubareva (née le 16 juin 2004 à Donetsk) est une gymnaste artistique ukrainienne.

## Carrière
Yelyzaveta Hubareva est médaillée d'or au concours par équipes aux Championnats d'Europe de gymnastique artistique féminine 2020 à Mersin.